# Eksymäselkä
Eksymäselkä är en kulle i Finland.   Den ligger i den ekonomiska regionen Norra Lappland och landskapet Lappland, i den norra delen av landet, 900 km norr om huvudstaden Helsingfors. Toppen på Eksymäselkä är 350 meter över havet. Eksymäselkä ingår i Siiselät.
Terrängen runt Eksymäselkä är huvudsakligen platt.  Trakten runt Eksymäselkä är nära nog obefolkad, med mindre än två invånare per kvadratkilometer. Det finns inga samhällen i närheten. 